# Llista d'asteroides/164601-164700
| Nom      | Designació provisional | Data de descobriment   | Lloc de descobriment | Descobridor/s                                          |
| -------- | ---------------------- | ---------------------- | -------------------- | ------------------------------------------------------ |
| 164601 - | 1123 T-2               | 29 de setembre de 1973 | Palomar              | C. J. van Houten, I. van Houten-Groeneveld, T. Gehrels |
| 164602 - | 1301 T-2               | 29 de setembre de 1973 | Palomar              | C. J. van Houten, I. van Houten-Groeneveld, T. Gehrels |
| 164603 - | 1422 T-2               | 29 de setembre de 1973 | Palomar              | C. J. van Houten, I. van Houten-Groeneveld, T. Gehrels |
| 164604 - | 2054 T-2               | 29 de setembre de 1973 | Palomar              | C. J. van Houten, I. van Houten-Groeneveld, T. Gehrels |
| 164605 - | 4097 T-2               | 29 de setembre de 1973 | Palomar              | C. J. van Houten, I. van Houten-Groeneveld, T. Gehrels |
| 164606 - | 3167 T-3               | 16 d'octubre de 1977   | Palomar              | C. J. van Houten, I. van Houten-Groeneveld, T. Gehrels |
| 164607 - | 3273 T-3               | 16 d'octubre de 1977   | Palomar              | C. J. van Houten, I. van Houten-Groeneveld, T. Gehrels |
| 164608 - | 3307 T-3               | 16 d'octubre de 1977   | Palomar              | C. J. van Houten, I. van Houten-Groeneveld, T. Gehrels |
| 164609 - | 3829 T-3               | 16 d'octubre de 1977   | Palomar              | C. J. van Houten, I. van Houten-Groeneveld, T. Gehrels |
| 164610 - | 3840 T-3               | 16 d'octubre de 1977   | Palomar              | C. J. van Houten, I. van Houten-Groeneveld, T. Gehrels |
| 164611 - | 4066 T-3               | 16 d'octubre de 1977   | Palomar              | C. J. van Houten, I. van Houten-Groeneveld, T. Gehrels |
| 164612 - | 5693 T-3               | 16 d'octubre de 1977   | Palomar              | C. J. van Houten, I. van Houten-Groeneveld, T. Gehrels |
| 164613 - | 1981 EQ38              | 1 de març de 1981      | Siding Spring        | S. J. Bus                                              |
| 164614 - | 1981 EJ41              | 2 de març de 1981      | Siding Spring        | S. J. Bus                                              |
| 164615 - | 1981 RU7               | 3 de setembre de 1981  | Palomar              | S. J. Bus                                              |
| 164616 - | 1986 WV8               | 30 de novembre de 1986 | Kiso                 | H. Kosai, K. Hurukawa                                  |
| 164617 - | 1990 RP7               | 13 de setembre de 1990 | La Silla             | H. Debehogne                                           |
| 164618 - | 1991 VX11              | 8 de novembre de 1991  | Kitt Peak            | Spacewatch                                             |
| 164619 - | 1992 EF4               | 1 de març de 1992      | La Silla             | UESAC                                                  |
| 164620 - | 1992 RA3               | 2 de setembre de 1992  | La Silla             | E. W. Elst                                             |
| 164621 - | 1992 SC4               | 24 de setembre de 1992 | Kitt Peak            | Spacewatch                                             |
| 164622 - | 1993 FN5               | 17 de març de 1993     | La Silla             | UESAC                                                  |
| 164623 - | 1993 FR38              | 19 de març de 1993     | La Silla             | UESAC                                                  |
| 164624 - | 1993 FK44              | 19 de març de 1993     | La Silla             | UESAC                                                  |
| 164625 - | 1993 TC15              | 9 d'octubre de 1993    | La Silla             | E. W. Elst                                             |
| 164626 - | 1993 TL41              | 9 d'octubre de 1993    | La Silla             | E. W. Elst                                             |
| 164627 - | 1993 UT7               | 20 d'octubre de 1993   | La Silla             | E. W. Elst                                             |
| 164628 - | 1993 UX7               | 20 d'octubre de 1993   | La Silla             | E. W. Elst                                             |
| 164629 - | 1994 AB13              | 11 de gener de 1994    | Kitt Peak            | Spacewatch                                             |
| 164630 - | 1994 PO6               | 10 d'agost de 1994     | La Silla             | E. W. Elst                                             |
| 164631 - | 1994 RF9               | 12 de setembre de 1994 | Kitt Peak            | Spacewatch                                             |
| 164632 - | 1994 RM14              | 3 de setembre de 1994  | La Silla             | E. W. Elst                                             |
| 164633 - | 1994 SW4               | 28 de setembre de 1994 | Kitt Peak            | Spacewatch                                             |
| 164634 - | 1994 UB6               | 28 d'octubre de 1994   | Kitt Peak            | Spacewatch                                             |
| 164635 - | 1994 WW8               | 28 de novembre de 1994 | Kitt Peak            | Spacewatch                                             |
| 164636 - | 1995 BR8               | 29 de gener de 1995    | Kitt Peak            | Spacewatch                                             |
| 164637 - | 1995 CC10              | 4 de febrer de 1995    | Kitt Peak            | Spacewatch                                             |
| 164638 - | 1995 FW17              | 29 de març de 1995     | Kitt Peak            | Spacewatch                                             |
| 164639 - | 1995 FZ18              | 29 de març de 1995     | Kitt Peak            | Spacewatch                                             |
| 164640 - | 1995 GN4               | 5 d'abril de 1995      | Kitt Peak            | Spacewatch                                             |
| 164641 - | 1995 MK4               | 29 de juny de 1995     | Kitt Peak            | Spacewatch                                             |
| 164642 - | 1995 SJ7               | 17 de setembre de 1995 | Kitt Peak            | Spacewatch                                             |
| 164643 - | 1995 SU12              | 18 de setembre de 1995 | Kitt Peak            | Spacewatch                                             |
| 164644 - | 1995 SH14              | 18 de setembre de 1995 | Kitt Peak            | Spacewatch                                             |
| 164645 - | 1995 SS65              | 26 de setembre de 1995 | Kitt Peak            | Spacewatch                                             |
| 164646 - | 1995 SU86              | 26 de setembre de 1995 | Kitt Peak            | Spacewatch                                             |
| 164647 - | 1995 UX25              | 20 d'octubre de 1995   | Kitt Peak            | Spacewatch                                             |
| 164648 - | 1995 UG33              | 21 d'octubre de 1995   | Kitt Peak            | Spacewatch                                             |
| 164649 - | 1995 VA18              | 15 de novembre de 1995 | Kitt Peak            | Spacewatch                                             |
| 164650 - | 1995 WT36              | 21 de novembre de 1995 | Kitt Peak            | Spacewatch                                             |
| 164651 - | 1996 AM7               | 12 de gener de 1996    | Kitt Peak            | Spacewatch                                             |
| 164652 - | 1996 AD13              | 15 de gener de 1996    | Kitt Peak            | Spacewatch                                             |
| 164653 - | 1996 FS14              | 19 de març de 1996     | Kitt Peak            | Spacewatch                                             |
| 164654 - | 1996 GM16              | 14 d'abril de 1996     | Kitt Peak            | Spacewatch                                             |
| 164655 - | 1996 HR1               | 22 d'abril de 1996     | Haleakala            | AMOS                                                   |
| 164656 - | 1996 RP5               | 15 de setembre de 1996 | Xinglong             | BAO Schmidt CCD Asteroid Program                       |
| 164657 - | 1996 RU6               | 5 de setembre de 1996  | Kitt Peak            | Spacewatch                                             |
| 164658 - | 1996 RG9               | 7 de setembre de 1996  | Kitt Peak            | Spacewatch                                             |
| 164659 - | 1996 RT13              | 8 de setembre de 1996  | Kitt Peak            | Spacewatch                                             |
| 164660 - | 1996 RE16              | 13 de setembre de 1996 | Kitt Peak            | Spacewatch                                             |
| 164661 - | 1996 ST7               | 17 de setembre de 1996 | Xinglong             | BAO Schmidt CCD Asteroid Program                       |
| 164662 - | 1996 TC9               | 13 d'octubre de 1996   | Needville            | W. G. Dillon, R. Pepper                                |
| 164663 - | 1996 TQ13              | 5 d'octubre de 1996    | Xinglong             | BAO Schmidt CCD Asteroid Program                       |
| 164664 - | 1996 TH17              | 4 d'octubre de 1996    | Kitt Peak            | Spacewatch                                             |
| 164665 - | 1996 TO20              | 5 d'octubre de 1996    | Kitt Peak            | Spacewatch                                             |
| 164666 - | 1996 TB30              | 7 d'octubre de 1996    | Kitt Peak            | Spacewatch                                             |
| 164667 - | 1996 TA36              | 11 d'octubre de 1996   | Kitt Peak            | Spacewatch                                             |
| 164668 - | 1996 TP56              | 2 d'octubre de 1996    | La Silla             | E. W. Elst                                             |
| 164669 - | 1996 VJ23              | 10 de novembre de 1996 | Kitt Peak            | Spacewatch                                             |
| 164670 - | 1996 XM6               | 3 de desembre de 1996  | Nachi-Katsuura       | Y. Shimizu, T. Urata                                   |
| 164671 - | 1996 XC12              | 4 de desembre de 1996  | Kitt Peak            | Spacewatch                                             |
| 164672 - | 1996 XX29              | 14 de desembre de 1996 | Kitt Peak            | Spacewatch                                             |
| 164673 - | 1997 BR4               | 31 de gener de 1997    | Kitt Peak            | Spacewatch                                             |
| 164674 - | 1997 EV4               | 2 de març de 1997      | Kitt Peak            | Spacewatch                                             |
| 164675 - | 1997 EK5               | 4 de març de 1997      | Kitt Peak            | Spacewatch                                             |
| 164676 - | 1997 EL7               | 2 de març de 1997      | Bologna              | Osservatorio San Vittore                               |
| 164677 - | 1997 GA4               | 8 d'abril de 1997      | Kleť                 | Kleť                                                   |
| 164678 - | 1997 GR4               | 7 d'abril de 1997      | Kitt Peak            | Spacewatch                                             |
| 164679 - | 1997 GJ12              | 3 d'abril de 1997      | Socorro              | LINEAR                                                 |
| 164680 - | 1997 GO20              | 5 d'abril de 1997      | Socorro              | LINEAR                                                 |
| 164681 - | 1997 KA1               | 27 de maig de 1997     | Caussols             | ODAS                                                   |
| 164682 - | 1997 LQ1               | 1 de juny de 1997      | Kitt Peak            | Spacewatch                                             |
| 164683 - | 1997 LH3               | 5 de juny de 1997      | Kitt Peak            | Spacewatch                                             |
| 164684 - | 1997 LS4               | 7 de juny de 1997      | Kitt Peak            | Spacewatch                                             |
| 164685 - | 1997 LH13              | 7 de juny de 1997      | La Silla             | E. W. Elst                                             |
| 164686 - | 1997 MW5               | 26 de juny de 1997     | Kitt Peak            | Spacewatch                                             |
| 164687 - | 1997 ME6               | 26 de juny de 1997     | Kitt Peak            | Spacewatch                                             |
| 164688 - | 1997 SO1               | 21 de setembre de 1997 | Ondřejov             | L. Šarounová                                           |
| 164689 - | 1997 SC7               | 23 de setembre de 1997 | Kitt Peak            | Spacewatch                                             |
| 164690 - | 1997 SH8               | 23 de setembre de 1997 | Kitt Peak            | Spacewatch                                             |
| 164691 - | 1997 SH14              | 28 de setembre de 1997 | Kitt Peak            | Spacewatch                                             |
| 164692 - | 1997 TM21              | 4 d'octubre de 1997    | Kitt Peak            | Spacewatch                                             |
| 164693 - | 1997 TC24              | 11 d'octubre de 1997   | Kitt Peak            | Spacewatch                                             |
| 164694 - | 1997 UC16              | 23 d'octubre de 1997   | Kitt Peak            | Spacewatch                                             |
| 164695 - | 1997 UJ16              | 23 d'octubre de 1997   | Kitt Peak            | Spacewatch                                             |
| 164696 - | 1997 WB8               | 23 de novembre de 1997 | Chichibu             | N. Sato                                                |
| 164697 - | 1997 WS28              | 28 de novembre de 1997 | Kitt Peak            | Spacewatch                                             |
| 164698 - | 1997 WA47              | 26 de novembre de 1997 | Socorro              | LINEAR                                                 |
| 164699 - | 1997 XV6               | 5 de desembre de 1997  | Caussols             | ODAS                                                   |
| 164700 - | 1998 AO4               | 6 de gener de 1998     | Kitt Peak            | Spacewatch                                             |